# Fuzhou Metro
Die Fuzhou Metro ist die U-Bahn der chinesischen Stadt Fuzhou. Fuzhou ist die Hauptstadt der Provinz Fujian. Stand August 2023 besteht das Netz aus fünf Linien, vier weitere sind in Bau oder in Planung.

## Netz

### Linie 1
Der erste Abschnitt der Linie 1 zum Südbahnhof wurde am 18. Mai 2016 eröffnet. Nach Verlängerungen in den Jahren 2017 und 2018 bindet die Linie nun auch den Bahnhof Fuzhou an. Die Strecke ist 29,2 Kilometer lang und hat 25 Stationen. Es werden 28 Sechswagenzüge des Typs B im Fünfminutentakt eingesetzt. Diese Züge bestehen aus Aluminium und haben eine Höchstgeschwindigkeit von 80 km/h. Pro Zug können 1460 Fahrgäste, davon 256 auf Sitzen, transportiert werden.

### Linie 2

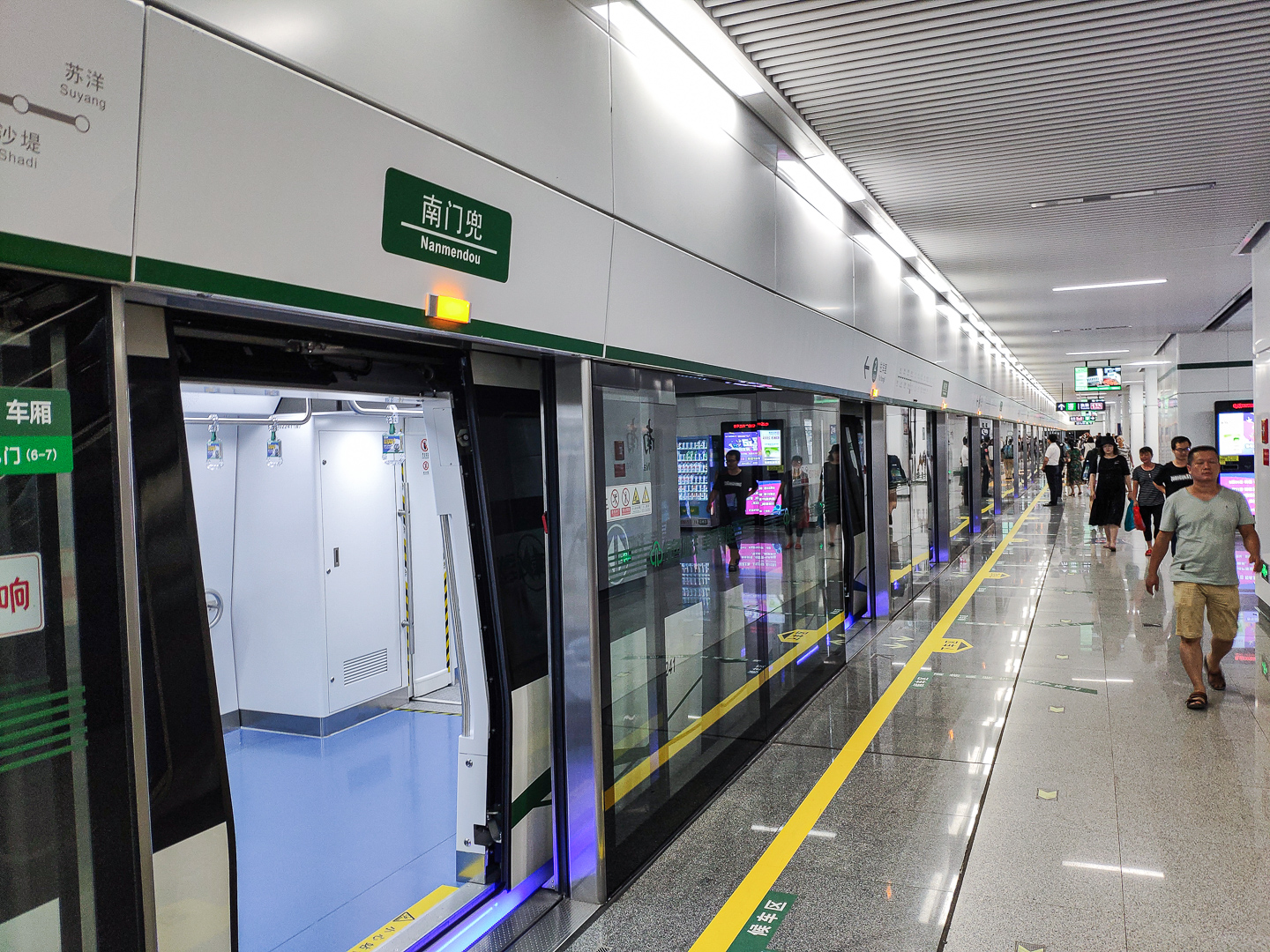
Station Nanmendou an der Linie 2

Die Linie 2 verläuft in Ost-West-Richtung von Yangli nach Suyang. Die Strecke wurde im April 2019 eröffnet, ist 30,6 Kilometer lang, hat 22 Stationen und ist für eine Höchstgeschwindigkeit von 80 km/h ausgelegt. Als bisher einzige Linie wird sie nicht von der Fuzhou Metro Group, sondern von Fuzhou CETC Rail Transit betrieben.

### Linie 4
Langfristig soll sich die Linie 4 zu einer Ringlinie entwickeln. Das erste Teilstück wurde am 27. August 2023 zwischen Fenghuangchi und Difengjiang in Betrieb genommen. Dieser Abschnitt ist rund 24 Kilometer lang.

### Linie 5
Am 29. April 2022 wurde die Linie 5 eröffnet. Sie führt von Jingxi Houyu im Norden nach Ancient Luozhou im Süden. Dabei besitzt die Strecke 17 Stationen auf 22,4 Kilometern Länge. Im August 2023 wurde die Linie um fünf Kilometer zum Südbahnhof verlängert.

### Linie 6
Die Linie 6 kreuzt den Min-Fluss auf einer Brücke und führt weiter nach Südosten. An lediglich zwei aufeinanderfolgenden Stationen kann in andere Linien umgestiegen werden, nämlich in die Linie 1. Die Strecke wurde im August 2022 eröffnet und ist 31,3 Kilometer lang. Es verkehren aus vier Wagen bestehende B-Züge mit maximal 100 km/h.